# Genevieve Cortese
Genevieve Cortese (Genevieve Nicole Padalecki; n. 8 ianuarie 1981, California, SUA) este o actriță americană. Este cunoscută datorită rolului Kris Furillo din Wildfire și rolului Ruby din Supernatural.

## Biografie
Genevieve este de origine italiană și franceză. A crescut în Sun-Valley, Idaho. A absolvit The Community School în Sun Valley.

## Viața personală
La 27 februarie 2010 s-a căsătorit cu partenerul său din serialul Supernatural, actorul american Jared Padalecki. La 10 octombrie 2011 perechea a anunțat că sunt în așteptarea primului lor copil. Genevieve a născut un băiat la 19 martie 2012 în Seattle, pe care l-au numit Thomas Colton Padalecki.